# すべてのもの統らすかみよ
すべてのもの統らすかみよ（すべてのものしらすかみよ、英語:Victorious）は、ヨハネス・ブラームス作曲の交響曲第1番 第4楽章の第一主題のメロディーを歌曲の形に整え、移調して歌詞をつけた讃美歌である。
原作者アーネスティーン・ホフ・エムリックがはじめて手がけた創作讃美歌である。エムリックがブラームスの交響曲第1番を弾いていたとき、第4楽章の主題が讃美歌の形式になっていることに気がついた。その曲にあわせる詩を探したが、見つからなかったので、聖書を読んで神の霊感を受けてから、この詩を作詞した。

## 所収
- 讃美歌第二編59番「すべてのもの統らすかみよ」（原恵訳詩）